# 広瀬すずの「よはくじかん」
『広瀬すずの「よはくじかん」』（ひろせすずのよはくじかん）は、2023年10月7日からTOKYO FMの制作によりJFN系列38局フルネットで放送されているラジオ番組である。
パーソナリティは広瀬すず。

## 概要
2013年10月から2017年3月まで『SCHOOL OF LOCK!』内で放送されていた『GIRLS LOCKS!』以来6年半ぶりのラジオ番組のレギュラーパーソナリティを担当する。広瀬は「ずっとラジオをやりたいと言っていた」という。
番組は広瀬自身の目的なくのんびりとしたプライベートトークや、広瀬と共演したことがあったり、親交のあるアーティスト・ミュージシャン・俳優らの各界の著名人を不定期でゲストに招いたり、コメントを寄せてもらうなどを展開しつつ、「余白時間」をリスナーとともに共有するという内容である。
当日放送分は、放送後（対談など事前収録回はディレクターズカットによる未放送分も含めて）、AuDeeなどのインターネットラジオにて公開されている。

## スポンサー
- 2023年10月7日 - ：三井不動産
- 2023年10月7日 - 2024年3月30日：セブンイレブンジャパン
- 2024年1月6日 - ：全国信用金庫協会
  - 読みクレジットは、「全国の信用金庫」となる。
- 2025年4月5日 - ：日本中央エレベーター工業

## ゲスト
スタジオでのゲストコーナーがある場合には、原則2週間連続出演とする。

### 2023年
- 11月18日、25日：奥山由之（映画監督、映像作家）
- 12月16日、23日：岩井俊二（同上）
- 12月30日：広瀬の友人・サラサ（基は広瀬による2023年を回顧する一人語りの予定だったが、サプライズゲストとして登場した）

### 2024年
- 1月27日、2月3日：リリー・フランキー（俳優。直後の16時から生放送されている『リリー・フランキー「スナック ラジオ」』とのコラボレーション回）
- 2月24日、3月2日：森七菜（俳優）
- 4月13日、4月20日：藤本沙紀（俳優。連続テレビ小説『なつぞら』にて共演）
- 5月4日、5月11日：ダイアン（上方漫才師）
- 5月18日、5月25日：野田秀樹（舞台俳優、劇作家、演出家）
- 6月1日、6月8日：山田裕貴（俳優。『なつぞら』で共演）
- 6月15日、6月22日、6月29日：富樫勇樹、馬場雄大（いづれもパリオリンピックバスケットボール男子日本代表 バスケットボール日本代表の記録映画『BELIEVE 日本バスケを諦めなかった男達』に広瀬がナレーターを担当した縁で出演。話が盛り上がり、通常のゲストコーナー回の前後編2部構成では収まりきれなかったため、急遽中編を加えての3部構成になった）
- 7月6日：広多烈（子役　番組最年少の当時7歳での生出演）
- 8月10日、8月17日：丸山礼（ものまねタレント）
- 9月21日、9月28日：野村周平（俳優　実際には、9月14日の50回記念リスナーとの電話の回でサプライズ出演しており、実質3週連続出演となった）
- 10月12日、10月19日：加藤諒（俳優）
- 10月26日、11月2日：櫻井翔（俳優、嵐メンバー）

上記2氏は2021年に放送された日本テレビ系日曜ドラマ『ネメシス』の共演者という縁で出演した。
- 11月16日、11月23日、11月30日：仲野太賀（俳優）、奥山由之、生方美久（脚本家） オムニバス映画「アットザベンチ」に広瀬が出演することを記念した特集で、広瀬と競演した仲野は番組2組目（実質3組目）の3週間連続出演、スタッフとして関わった後者2氏は中編から参戦する。
- 12月14日、12月21日：生田斗真（俳優） 映画「先生!、、、 好きになってもいいですか?」で競演した縁で出演

### 2025年
- 1月4日、1月11日：宮沢りえ、尾野真千子（いづれも俳優）　Netflix配信ドラマ『阿修羅のごとく』で姉妹役を演じた縁での出演で、制作発表会見会場で収録した鼎談を放送。尾野は広瀬同様NHK総合テレビジョン「連続テレビ小説」ヒロイン経験者[2]

## その他
広瀬は、パリオリンピックのテレビ朝日（ANN）系列のバスケットボールスペシャルブースターとして出演する縁で、8月3日はパリからのロケーションでの生放送を行った。